# نجوى قصاب حسن
نجوى قصاب حسن، هي وزيرة ثقافة سابقة وأديبة وكاتبة سورية من مواليد عام 1943 في دمشق. تعمل مدرسة في جامعة دمشق – كلية الآداب، قسم الدراسات الفلسفية والاجتماعية. وعضو اتحاد الكتاب العرب - جمعية البحوث والدراسات.

## سيرتها
حصلت على دكتوراه في الفلسفة من جامعة “برنو” في التشيك، وعلى دكتوراه في علم الاجتماع والتغيير الاجتماعي من جامعة دمشق.
انتخبت عضواً في مجلس الشعب السوري – الدور التشريعي السادس 1994- 1998م عن محافظة دمشق، ثم تولت منصب وزير الثقافة في الجمهورية العربية السورية بين عامي 2001 و2003.

## مؤلفاتها
1. الخدمة الاجتماعية (دراسة).
2. التفكير الاجتماعي عند العرب (دراسة).
3. المضمون الإنساني للحضارة الدينية الإسلامية (دراسة).
4. ترشيد الاستهلاك (دراسة).
5. هكذا تكلمت الأغاني- تحليل مضمون 2800 أغنية عربية منذ بداية القرن العشرين وحتى العام 2012.[4]